# Jürgen Kögel
Jürgen Kögel (* 26. September 1958 in Adelshofen; auch Jürgen Koegel) ist ein deutscher Politiker (AfD). Er ist Mitglied des Deutschen Bundestages. Er ist stellvertretender Landesvorsitzender der AfD Baden-Württemberg.

## Persönlicher Werdegang
Kögel wuchs mit zwei Brüdern und zwei Schwestern im landwirtschaftlichen Betrieb seiner Eltern in Adelshofen auf und besuchte das Hartmanni-Gymnasium in Eppingen. Bei der Bezirkssparkasse Eppingen absolvierte er eine Ausbildung als Bankkaufmann. Um dort Verwechslungen mit Namensvettern zu entgehen, schreibt er seinen Nachnamen seit 1977 als Koegel. Er leitete Sparkassen-Filialen in Elsenz und Tiefenbach, wechselte später zur Landesbausparkasse und dann zur Raiffeisenbank Kirchardt, wo er 1988 stellvertretender Vorstand war. Ausbildungen zum Bankfachwirt sowie Diplom-Bankbetriebswirt ADG und ein MBA-Abschluss folgten. Nach einer Tätigkeit bei einer Unternehmensberatung in Stuttgart machte er sich 1999 selbstständig.
Kögel ist verheiratet und hat zwei Kinder. Er verließ schon früh die evangelische Landeskirche und schloss sich einer Freikirche an, wo er als ehrenamtlicher Prediger tätig ist.

## Politischer Werdegang

### Freie Wähler
Kögel war ab 1985 für die Freien Wähler Stadtrat (Mitglied des Gemeinderats) in Eppingen und ab 1987 Ortsvorsteher von Adelshofen. 1992 gab er berufsbedingt alle kommunalpolitischen Ämter ab.

### Wechsel zur AfD
Kurz nach deren Gründung trat er 2013 in die AfD ein und kehrte in die Kommunalpolitik zurück. Kögel ist stellvertretender AfD-Landesvorsitzender und seit 2014 Vorsitzender der AfD-Fraktion im Kreistag des Landkreises Heilbronn.

### Deutscher Bundestag
Zur Bundestagswahl 2017 trat Kögel als Direktkandidat im Wahlkreis Heilbronn an, errang aber kein Mandat. Für die Bundestagswahl 2021 war die 2017 über die baden-württembergische Landesliste in den Deutschen Bundestag eingezogene Abgeordnete Franziska Gminder Heilbronner Direktkandidatin der AfD.
Zur Bundestagswahl 2025 trat Kögel auf Platz 7 der AfD-Landesliste und erneut als Direktkandidat im Wahlkreis Heilbronn an. Er zog über die Landesliste in den Deutschen Bundestag ein. Im 21. Deutschen Bundestag ist er Mitglied in folgenden Ausschüssen und Gremien:
- Ordentliches Mitglied im Haushaltsausschuss
- Stellvertretendes Mitglied im Auswärtigen Ausschuss